# Boxe aux Jeux panaméricains de 1995
Navigation
Édition précédente Édition suivante
Les compétitions de boxe anglaise des Jeux panaméricains 1995 se sont déroulées du 11 au 27 mars à Mar del Plata, Argentine. 
 Le vainqueur et le finaliste dans chaque catégories de poids obtenaient leur qualification pour les Jeux olympiques d'été de 1996 à Atlanta.

## Résultats

### Podiums
| Catégories                    | Or                    | Argent                 | Bronze                               |
| Poids mi-mouches (-48 kg)     | Edgar Velasquez       | Juan Ramirez           | Oscar Baca Albert Guardado           |
| Poids mouches (-51 kg)        | Joan Guzman           | Raúl González          | José Luis Lopez José Juan Cotto      |
| Poids coqs (-54 kg)           | Juan Despaigne        | José Miguel Cotto      | John Nolasco Claude Lambert          |
| Poids plumes (-57 kg)         | Arnaldo Mesa          | Alex Trujillo          | Luis Ernesto José Cristian Rodríguez |
| Poids légers (-60 kg)         | Julio González        | Acelino Freitas        | Francisco Osorio Michael Strange     |
| Poids super-légers (-63,5 kg) | Walter Crucce         | Luis Deines Perez      | Héctor Vinent Fernando Vargas        |
| Poids welters (-67 kg)        | David Reid            | Daniel Santos          | Hercules Kyvelos Tomás Leyva         |
| Poids super-welters (-71 kg)  | Alfredo Duvergel      | Derbys Alvarez         | Kirt Sinnette Jason Smith            |
| Poids moyens (-75 kg)         | Ariel Hernández       | Ricardo Araneda        | Jhon Arroyo Ronald Simms             |
| Poids mi-lourds (-81 kg)      | Antonio Tarver        | Thompson García        | Edgardo Santos Gabriel Hernández     |
| Poids lourds (-91 kg)         | Félix Savón           | Lamon Brewster         | Moises Rolón Santiago Palavecino     |
| Poids super-lourds (+91 kg)   | Leonardo Martínez Fiz | Jean-François Bergeron | Romulo Cuarez Lance Whitaker         |

### Tableau des médailles
| Place | Pays                   | Médaille d'or, Amérique | Médaille d'argent, Amérique | Médaille de bronze, Amérique | Total |
| ----- | ---------------------- | ----------------------- | --------------------------- | ---------------------------- | ----- |
| 1     | Cuba                   | 7                       | 2                           | 1                            | 10    |
| 2     | États-Unis             | 2                       | 1                           | 3                            | 6     |
| 3     | République dominicaine | 1                       | 0                           | 3                            | 4     |
| 4     | Argentine              | 1                       | 0                           | 2                            | 3     |
| 5     | Venezuela              | 1                       | 0                           | 1                            | 2     |
| 6     | Porto Rico             | 0                       | 3                           | 3                            | 6     |
| 7     | Canada                 | 0                       | 1                           | 4                            | 5     |
| 8     | Brésil                 | 0                       | 1                           | 0                            | 1     |
| 8     | Équateur               | 0                       | 1                           | 0                            | 1     |
| 8     | Chili                  | 0                       | 1                           | 0                            | 1     |
| 11    | Colombie               | 0                       | 0                           | 2                            | 2     |
| 12    | Guatemala              | 0                       | 0                           | 1                            | 1     |
| 12    | Honduras               | 0                       | 0                           | 1                            | 1     |
| 12    | Trinité-et-Tobago      | 0                       | 0                           | 1                            | 1     |
| Total | 14 pays médaillés      | 12                      | 12                          | 24                           | 48    |